# Ruth Dwyer
Ruth Dwyer est une actrice américaine née le 25 janvier 1898 à Brooklyn (New York) et morte le 2 mars 1978 à Los Angeles (Californie).

## Biographie
Elle fit la plupart de sa carrière au temps du muet, puis réapparut discrètement dans quelques films parlants de 1937 à 1943.
Elle était l'épouse de l'acteur William Jackie.

## Filmographie
- 1919 : The Lurking Peril : Betty Bates
- 1920 : The Evil Eye : Dora Bruce
- 1920 : The Stealers : Mary Forrest
- 1921 : Clay Dollars : June Gordon
- 1923 : His Mystery Girl : Gloria Bliss
- 1923 : Second Hand Love : Angela Trent
- 1924 : After a Million : Countess Olga
- 1924 : Broadway or Bust : Virginia Redding
- 1924 : Cornered de William Beaudine : Mrs. Webster
- 1924 : Dark Stairways : Sunny Day
- 1924 : Folle jeunesse : Cynthia Meyrick
- 1924 : Jack O'Clubs : Tillie Miller
- 1924 : Stranger of the North
- 1924 : The Covered Trail
- 1925 : Crack o' Dawn : Etta Thompson
- 1925 : Les Fiancées en folie de Buster Keaton : Mary Jones
- 1925 : Going the Limit
- 1925 : The Canvas Kisser
- 1925 : The Fear Fighter : Catherine Curtis
- 1925 : The Gambling Fool : Mary Hartford
- 1925 : White Fang : Mollie Holland
- 1926 : A Man of Quality : Marion Marcy
- 1926 : Le Chapeau Fétiche : Betty Caldwell
- 1926 : Stepping Along : Fay Allen
- 1926 : The Patent Leather Pug : Catherine Curtis
- 1927 : Les Noces d'argent : Susan Hamilton
- 1927 : Plus fort que Lindbergh (en) (A Hero for a Night) de William James Craft : Nurse Mack
- 1927 : The Lost Limited : Nora Murphy
- 1927 : The Racing Fool : Helen Drake
- 1927 : White Pants Willie : Judy
- 1928 : A Perfect Gentleman de Clyde Bruckman : la fille de Wayne
- 1928 : Alex the Great (en) de Dudley Murphy : Alice
- 1928 : Sailors' Wives : Pat Scott
- 1937 : Mannequin de Frank Borzage : une invitée du mariage  (non créditée)
- 1941 : Papa se marie (Father Takes a Wife) de Jack Hively : Infirmière (non créditée)
- 1941 : Histoire inachevée (Unfinished Business) de Gregory La Cava : une femme (non créditée)
- 1942 : Calling Dr. Gillespie de Harold S. Bucquet : Femme à l'école (non créditée)
- 1942 : Pour moi et ma mie de Busby Berkeley : Infirmière (non créditée)
- 1943 : L'Amour travesti de Wesley Ruggles : la costumière dans le Department Store (non créditée)